# 丽叶䗛
丽叶䗛（学名：Phyllium bioculatum）叶竹节虫科（叶䗛科）叶䗛属的一种，主要分布于塞舌尔、毛里求斯、斯里兰卡、印度、缅甸、马来西亚、印度尼西亚等地，荷兰动物学家威廉·德·哈恩根据雌虫纪录了在中国的分布，但具体地点不详。